# Bunnings Warehouse
Bunnings Warehouse ist eine Baumarktkette, die ihre Produkte in Australien, Neuseeland, Irland und im Vereinigten Königreich anbietet. Bunnings Warehouse hat sein Hauptquartier in Hawthorn East, einem Vorort von Melbourne, im australischen Bundesstaat Victoria. Bunnings Warehouse ist eine Tochtergesellschaft von Wesfarmers.

## Geschichte
1886 kamen die Brüder Arthur und Robert Bunning nach Western Australia. Robert Bunning erwarb im Jahr 1897 mit seinem Bruder eine Sägemühle in North Dandalup und die Bunnings Bros Pyt Ltd entstand. Robert Bunning (1859–1936) war ein innovativer Unternehmer, der die erste Bandsäge in Western Australia in Betrieb nahm und dort auch die erste Holztrocknungsanlage aufbaute. 1952 expandierte das Unternehmen als Holzlieferant für den Hausbau unter dem Firmennamen Bunnings in Western Australia, als es weitere Holzhändler aufkaufte und zum größten dortigen Bauholzlieferanten wurde. Ab 1993 wurden Filialen in South Australia, Victoria und an der Ostküste Australiens gegründet. Ab 2001 kamen Filialen in Neuseeland hinzu und seit 2016 ist Bunnings durch den Aufkauf einer Handelskette auch in Großbritannien vertreten.

## Unternehmensstruktur
Bunnings betrieb im Jahr 2015 in Australien und Neuseeland 248 Baumarktzentren, 73 kleinere Baumärkte, 33 Handelszentren und 3 Zentren für den Gerüst- und Dachstuhlbau. Das Unternehmen erzielte im Jahr 2015 einen Umsatz von 9,5 Milliarden AUD. Am 31. Dezember 2016 zählte Bunnings mehr als 40.000 Beschäftigte.
Im Februar 2016 übernahm Bunnings Homebase, die zweitgrößte Heimwerker- und Gartenartikelkette im Vereinigten Königreich und in Irland. Am 31. Dezember 2016 wurden 255 Homebase-Handelsgeschäfte in den beiden obengenannten Ländern gezählt, die im Jahr 2015 einen Umsatz von 1,2 Milliarden Pfund erzielten.

## Wohltätigkeitsveranstaltungen

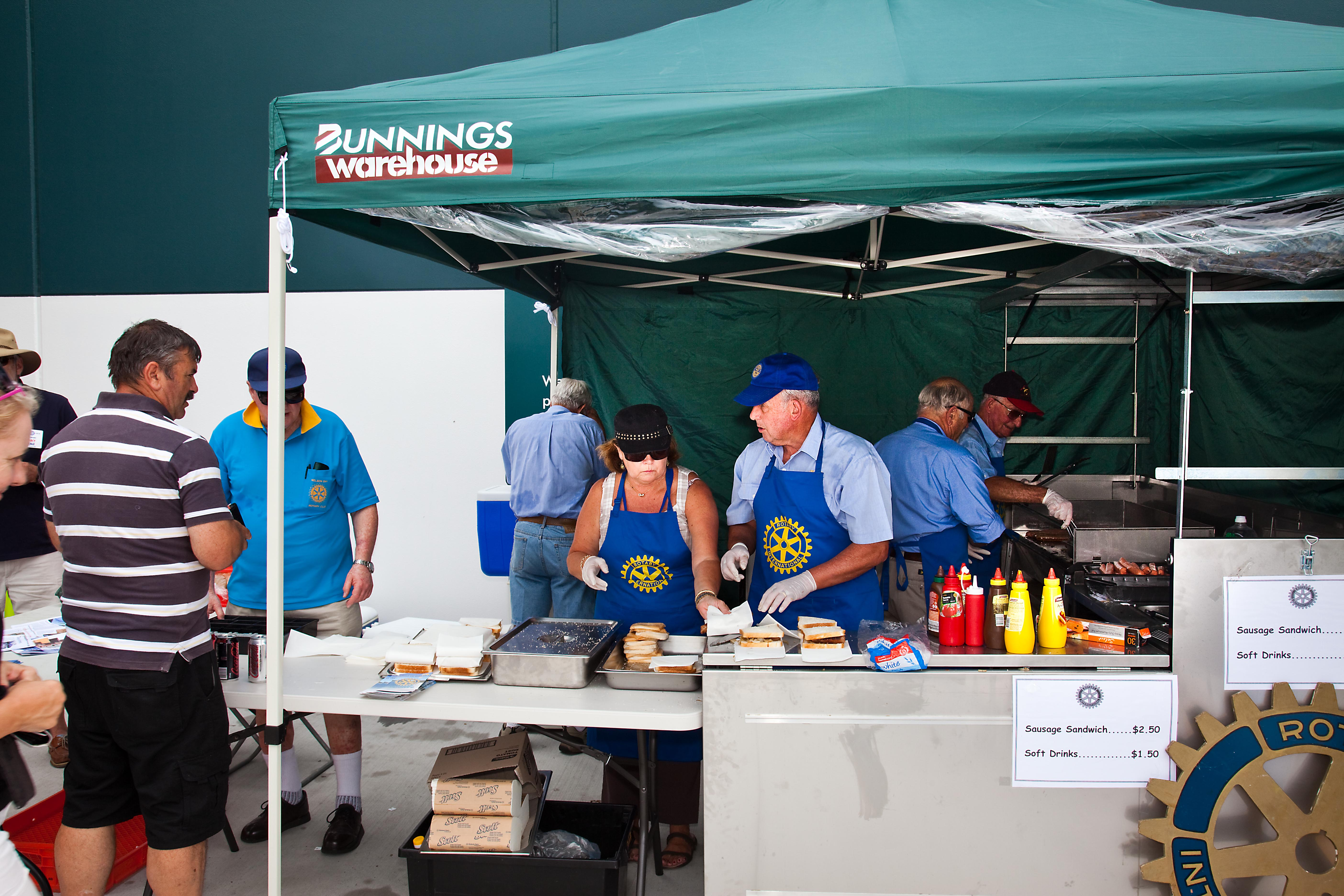
Sausage sizzle vor der Bunnings-Filiale in Taylors Beach, NSW

Im Außenbereich der Baumärkte finden besonders an Wochenenden häufig Wohltätigkeitsveranstaltungen, sogenannte sausage sizzles (sinngemäß: Wurst-Brat-Events) statt. Dabei werden Stände aufgebaut, an denen in der Regel Würstchen und Schmorzwiebeln gegrillt werden, die dem Kunden auf einer Scheibe Toastbrot überreicht werden. Senf und tomato sauce (Ketchup) stehen zur Ergänzung bereit.
Die Erlöse aus diesen Veranstaltungen werden für wohltätige Zwecke gespendet. Außerdem präsentieren sich oft wohltätige Organisationen oder lokale Politiker mit ihren Parteien vor Wahlen. Auf diesen Veranstaltungen, an denen sich Bunnings beteiligte oder sie unterstützte, wurden nach Angaben des Unternehmens im Finanzjahr 2015/2016 Einnahmen von insgesamt mehr als 37 Millionen AUD generiert.

## Hobbykurse
Außerdem veranstaltet Bunnings Gärtnerei-, Bastel- und Holzarbeitskurse für Kinder und andere Gruppen. Diese finden nicht nur in den Filialen, sondern auch in Schulen oder Krankenhäusern statt.